# Calligrapha dislocata
Calligrapha dislocata es una especie de escarabajo del género Calligrapha, familia Chrysomelidae. Fue descrita científicamente por Rogers en 1856.
Esta especie se encuentra en América Central y del Norte.